# Brez
Brez település Olaszországban, Trento megyében. Lakosainak száma 756 fő (2018. január 1.). Brez Castelfondo, Cloz, Dambel, Fondo, Lauregno és Sarnonico községekkel határos.

## Népesség
A település népességének változása:
| Lakosok száma | 738  | 747  | 756  |
|               | 2008 | 2017 | 2018 |